# Elizabeth Sackler

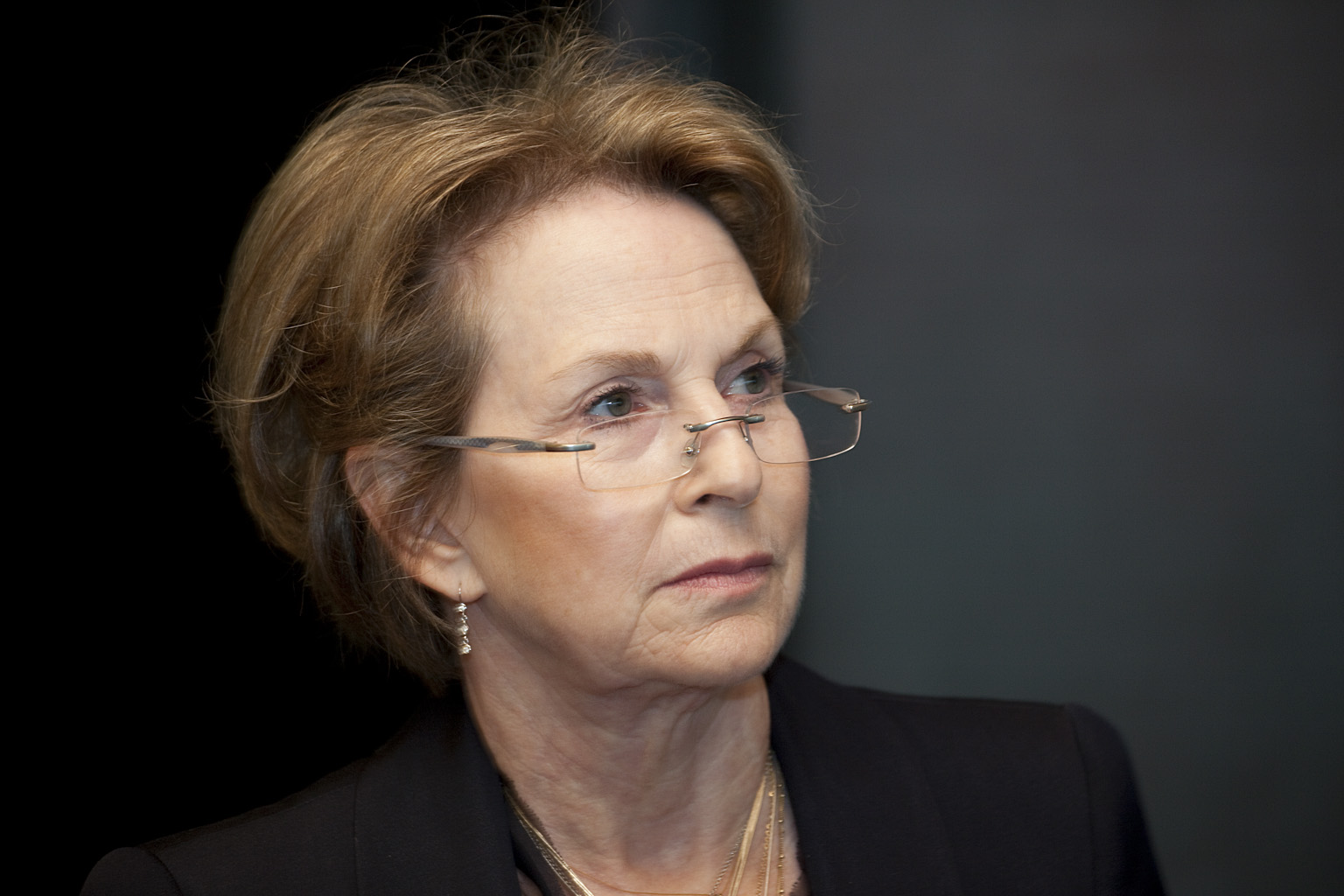
Elizabeth Sackler (2012)

Elizabeth Ann Sackler (* 19. Februar 1948 in New York City) ist eine amerikanische Historikerin, Philanthropin, Kunstsammlerin und Gründerin des Elizabeth A. Sackler Center for Feminist Art im Brooklyn Museum.

## Leben
Sie wuchs zusammen mit ihrer Schwester Carol (verh. Master) in New York City auf. Ihre Eltern waren der Psychiater, Unternehmer und Philanthrop Arthur M. Sackler, Sohn jüdischer Einwanderer aus Galizien und Polen, und die aus Dänemark stammende Else Sackler, geborene Jorgensen († 2000), Vizepräsidentin der Arthur M. Sackler Foundation, Präsidentin der Else Sackler Foundation und ehemalige Besitzerin der William Douglas McAdams, Inc., einer Marketing-Agentur, die sich auf die Pharmazie spezialisiert hat. Ihre Onkel Mortimer Sackler und Raymond Sackler führten das Unternehmen Purdue Pharma, welches im Zentrum der Opioidkrise in den USA stand. 1966 machte Sackler ihren Abschluss an der New Lincoln School, einer der Reformpädagogik nahestehenden Privatschule in New York City, wo sie sich aktiv engagierte. 1997 promovierte sie mit dem Schwerpunkt Public History an der Union Institute & University, einer Privatuniversität in Cincinnati, Ohio. Sie hat zwei Kinder und ist verheiratet mit Fernseh- und Filmproduzent Fred Berner.
Elizabeth Ann Sackler ist Geschäftsführerin und Präsidentin der Arthur M. Sackler Foundation und Präsidentin der 1992 von ihr gegründeten American Indian Ritual Object Repatriation Foundation, die sich für die Rückführung von Ritualgegenständen indigener Völker Amerikas einsetzt. Sie hält international Vorträge über die rechtlichen, ethischen und moralischen Debatten in der Museums- und Kunstmarktwelt und hat zahlreiche Artikel für wissenschaftliche Zeitschriften und nationale Magazine zum Thema kultureller Völkermord verfasst.
Sie ist die erste weibliche Vorstandsvorsitzende und Treuhänderin des Brooklyn Museums in seiner 200-jährigen Geschichte. 2007 initiierte sie mit dem Elizabeth A. Sackler-Zentrum für feministische Kunst einen neuen Flügel des Brooklyn Museums, der unter anderem eine Datenbank für Frauengeschichte, eine Dauerausstellungsfläche feministischer Kunst sowie Judy Chicagos Installation The Dinner Party enthält. Sie ist Präsidentin der Elizabeth A. Sackler Foundation, die das Zentrum finanzierte.

## Auszeichnungen (Auswahl)
- 2002: Brooklyn Museum Community Committee Women in the Arts-Award
- 2006: Distinguished Service for the Visual Arts Award des ArtTable[3][7]
- Making Trouble, Making History Award des Jewish Women’s Archive
- 2013: Ehrenmitglied der Guerrilla Girls[5]

## Veröffentlichungen (Auswahl)
- Elizabeth A. Sackler: Calling for a Code of Ethics in the Indian Art Market. In: Elaine A. King, Gail Levin (Hrsg.):  Ethics and the Visual Arts. Allworth Press, New York 2006, S. 89–104, ISBN 978-1-58115-600-3